# ندى شاهسواري
ندى شاهسواري (بالفارسية: ندا شهسواری) هي لاعبة كرة طاولة إيرانية ولدت في مدينة 21 سبتمبر 1986 في مدينة كرمنشاه في إيران، شاركت في دورة الألعاب الأولمبية الصيفية 2012 في لندن وشاركت أيضاً في دورة الألعاب البارالمبية الصيفية 2016 في ريو دي جانيرو، شاهسواري هي أول لاعبة كرة طاولة تمثل إيران في الألعاب الأولمبية.

## روابط خارجية
- ندى شاهسواري على موقع أوليمبيديا (الإنجليزية)